# Sant'Anna dei Palafrenieri
Sant'Anna dei Palafrenieri ou Igreja de Santa Ana dos Cavalariços, conhecida também como Sant'Anna in Vaticano, é uma igreja no Vaticano dedicada a Santa Ana. É a igreja paroquial da cidade do Vaticano e está diretamente sob a jurisdição do Vicariato da Cidade do Vaticano e localizada ao lado da Porta Sant'Anna, uma fronteira internacional entre o Vaticano e a Itália.
Encomendada pela Venerabile Arciconfraternita di Sant'Anna de Parafrenieri ("Venerável Arquiconfraria de Santa Ana dos Cavalariços"), Giacomo Barozzi da Vignola introduziu uma planta oval ao projeto da igreja, utilizado pela primeira vez nesta igreja e em Sant'Andrea in Via Flaminia, um design que se tornaria muito influente na arquitetura barroca.

## História
Por motu proprio de 20 de novembro de 1565, o papa Pio IV autorizou a Arquiconfraria dos Pontifícios Cavalariços a construírem uma igreja perto do Palácio Apostólico e dedicada a Santa Ana e a construção começou no mesmo ano. Com um projeto atribuído ao arquiteto renascentista Giacomo Barozzi da Vignola, a igreja foi uma das primeiras de Roma a utilizar uma planta oval. De acordo com David Watkin, Vignola introduziu este desenho oval pela primeira vez em Sant'Andrea in Via Flaminia e em Santa Ana, um design que depois se tornaria muito influente na arquitetura barroca.
Depois de um começo tranquilo, a obra da igreja desacelerou por causa de dificuldades financeiras da Arquiconfraria. Depois da morte de Vignola em 1573, a igreja foi terminada por seu filho, Giacinto Barozzi, como atesta o pagamento feito pela Arquiconfraternidade. A igreja foi consagrada em 1583 com um teto temporário. A fachada, atribuída a Borromini e depois ligada à igreja oval, é uma prévia do que se veria depois em Sant'Agnese in Agone. Ela foi completada entre 1700 e 1721 por Alessandro Specchi e a cúpula, entre 1763 e 1775.
Em 1603, a Arquiconfraria encomendou a Caravaggio uma pintura de Santa para o altar dos cavalariços papais na Basílica de São Pedro. Pintada entre 1605-6, a obra, "Madona com o Menino e Santa Ana" foi exibida por um breve período de tempo em Sant'Anna, mas acabou vendida para o cardeal Scipione Borghese para decorar seu palazzo, a moderna Galleria Borghese, onde está até hoje.
A igreja pertenceu à Arquiconfraria até o Tratado de Latrão de 1929, que constituiu a Cidade do Vaticano. O papa Pio XI fez da igreja uma paróquia através da constituição apostólica "Ex Lateranensi pacto" de 30 de maio de 1929 e entregou-a para os agostinianos. Em troca, Pio XI cedeu à Arquiconfraria a igreja de Santa Caterina della Rota.

## Interior
O interior, construído com base no projeto de Vignola, é elíptico com oito capelas laterais. A entrada principal está num dos lados do eixo-maior da elipse e, do outro, estão duas capelas.
Quatro portas encimadas por um frontão e emolduradas por colunas de travertino com capitéis coríntios estão distribuídas entre o altar principal e as capelas laterais. Quatro grandes arcos se erguem nas extremidades dos dois eixos principais, emoldurando as áreas de entrada, o altar e as duas capelas. A área sagrada do altar-mor é um quadrado circundado por quatro arcos, em contraste com o desenho oval da igreja.
A cúpula está assentada num plinto com uma cornija de três faixas e transpassada na base por oito janelas. No alto está uma lanterna, a única fonte de luz natural para a área do altar-mor. Ela está decorada com a pomba do Espírito Santo, dando a impressão de que raios dourados irradiam para todos os lados.
Até o século XVIII, as paredes internas da igreja eram brancas e as colunas tinham a cor natural do travertino, uma decoração típica das igrejas renascentistas. Influenciada pela ascensão do barroco em Roma, a Arquiconfraria começou a redecorar a igreja de forma mais suntuosa, com muito dourado e estuque. A fachada foi redecorada em estilo barroco por Alessandro Specchi, que acrescentou a porção superior ao projeto de Vignola. Em 1746, o escultor Giovan Battista de' Rossi (Il Rosso) foi contratado para redecorar a igreja com anjos segurando festões em estuque sobre as portas. Quatro janelas foram seladas e substituídas por quatro afrescos com cenas da vida de Santa Ana. Rossi também esculpiu conchas em estuque com festões à volta dos afrescos. O decorador Annibale Rotati (c. 1673–1750) pintou as paredes de azul, creme e cinza-claro. Os batentes das portas foram decorados com estuques marmorizados de Giacomo de Rocchi. O estuque dourado e prateado é obra de Pietro Ricci. Apesar da decoração barroca, o plano original da igreja ainda é visível.

## Galeria

Imagens da igreja
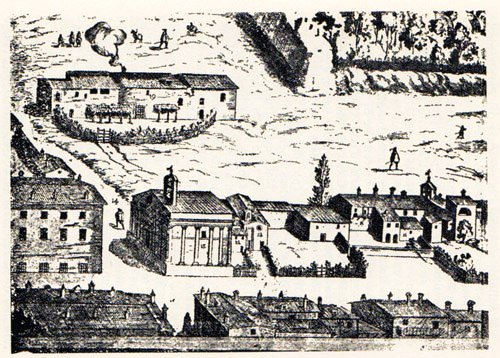
Gravura de 1615, anterior à reforma barroca, mostrando a igreja ainda com o gablete no telhado.
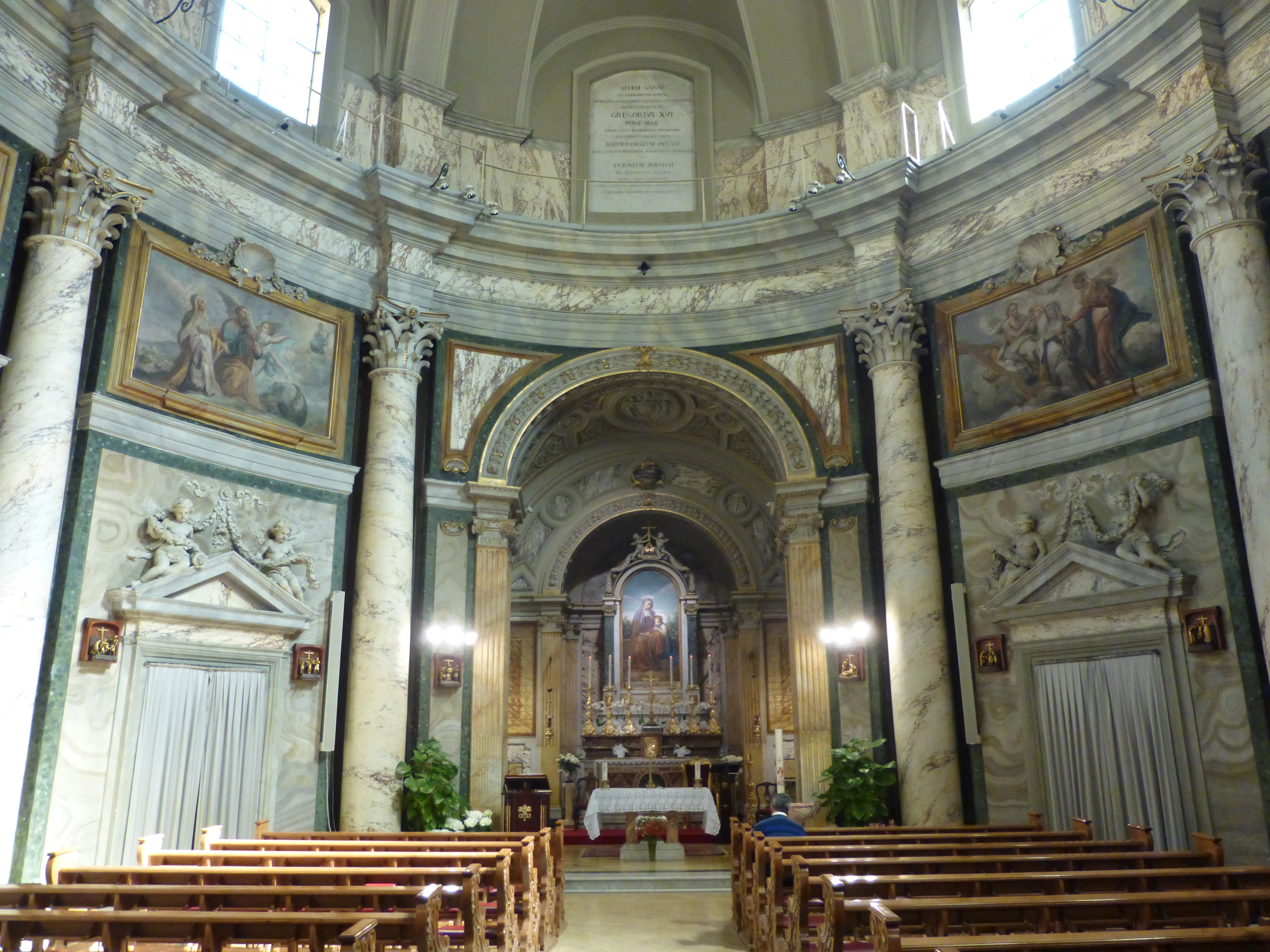
Vista do interior.
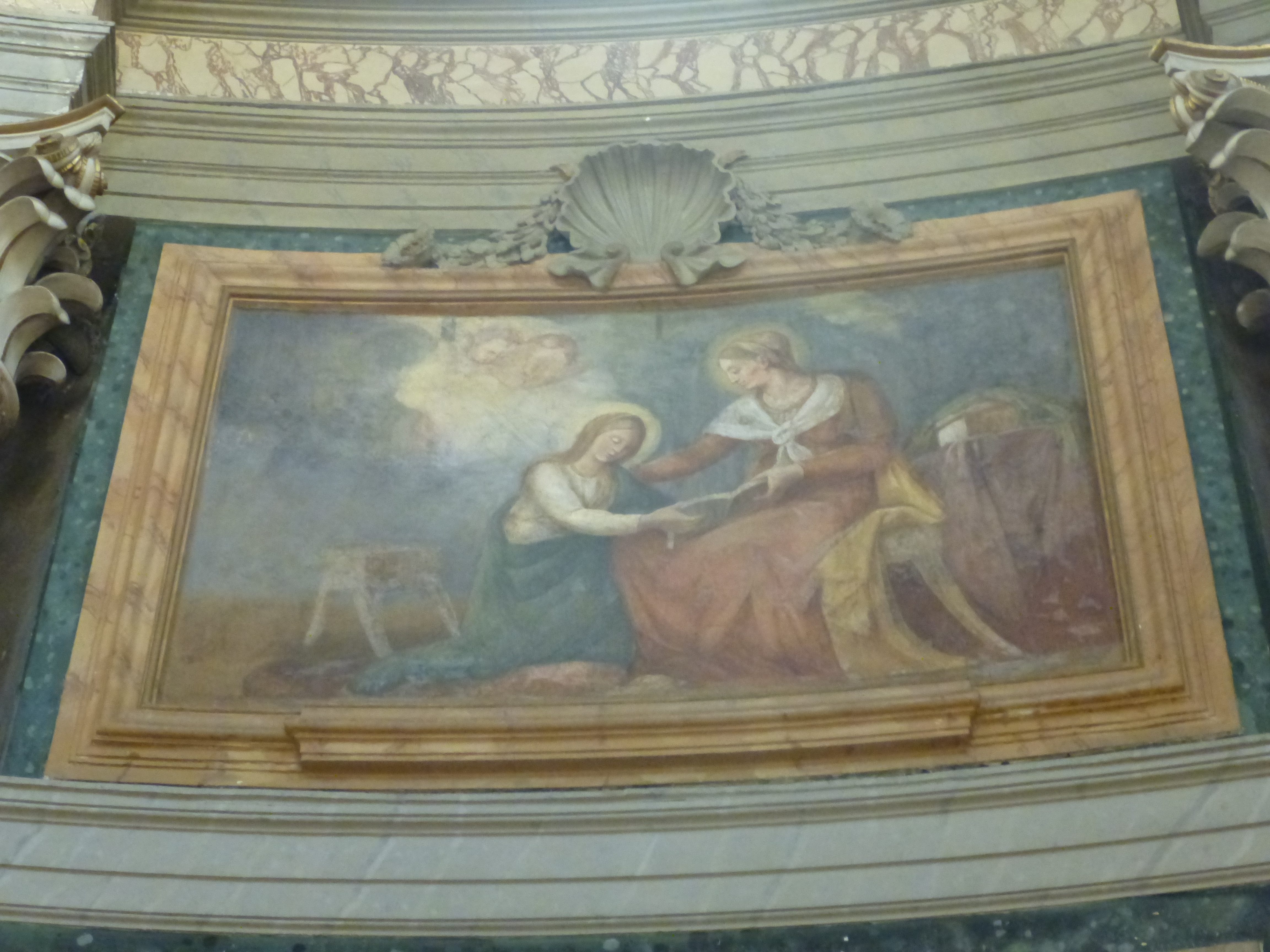
Santa Ana com Maria.
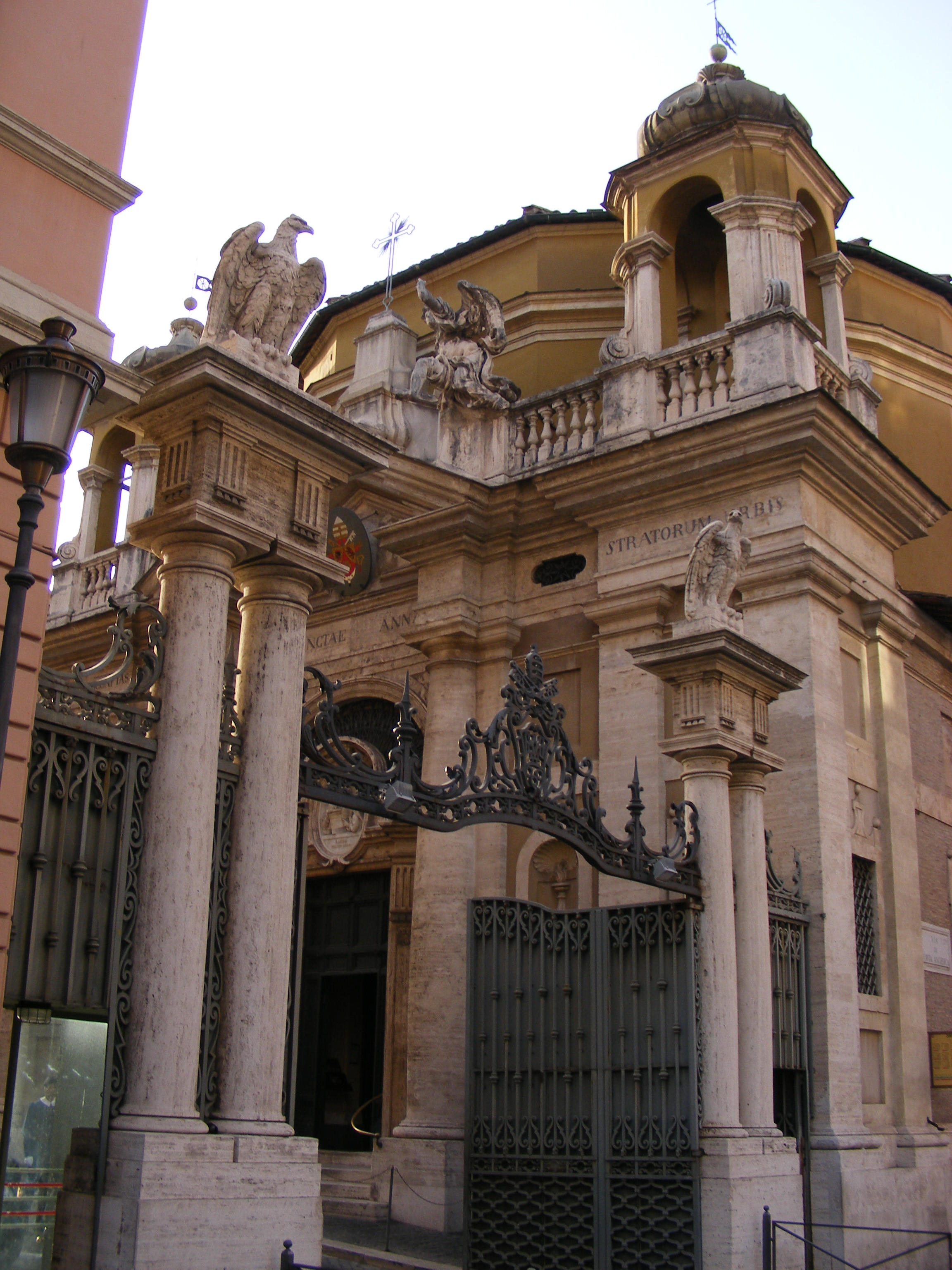
Porta Sant'Anna, a fronteira entre a Itália e o Vaticano.